# Sandro Ricci

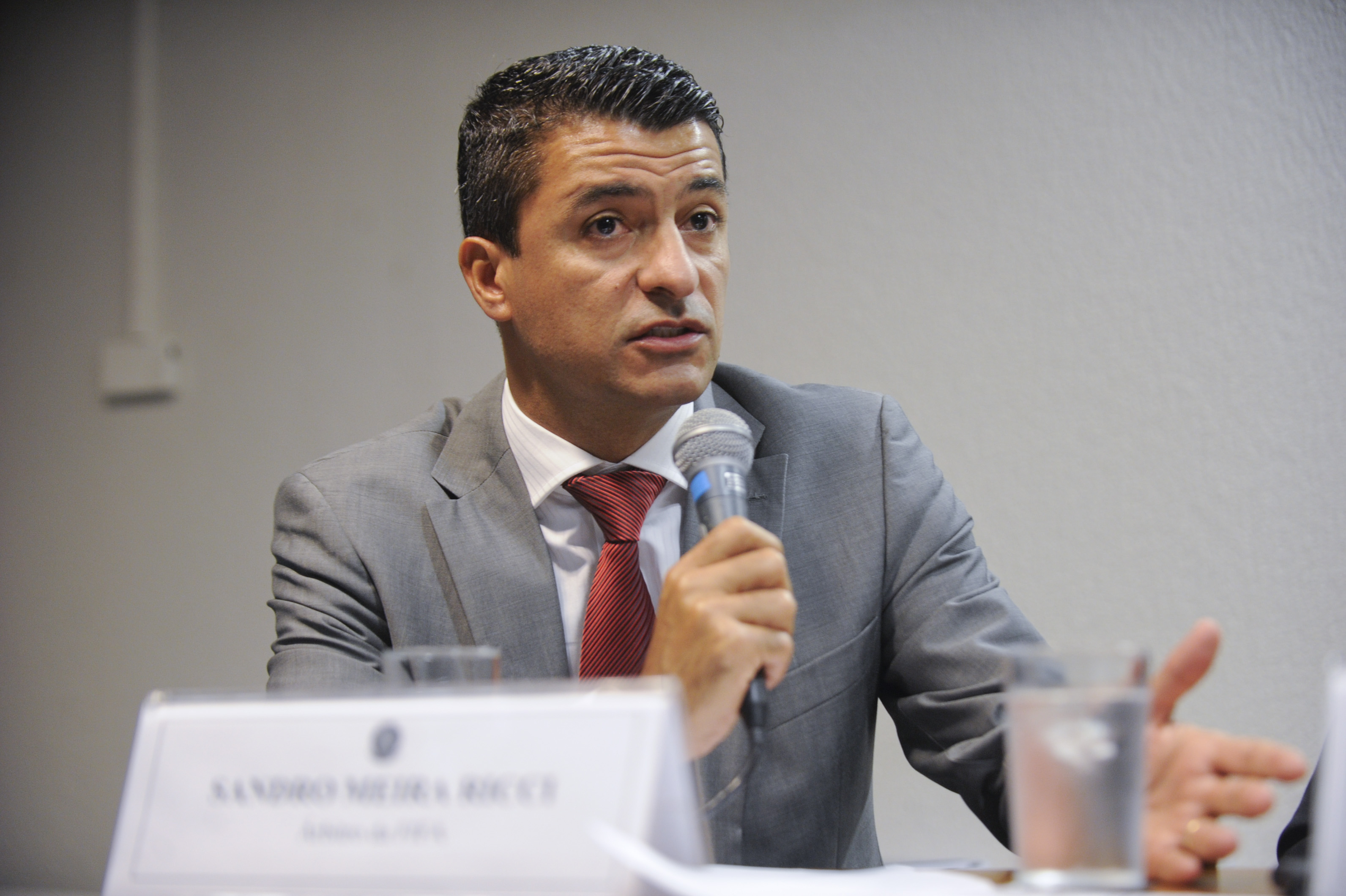
Ricci (2015)

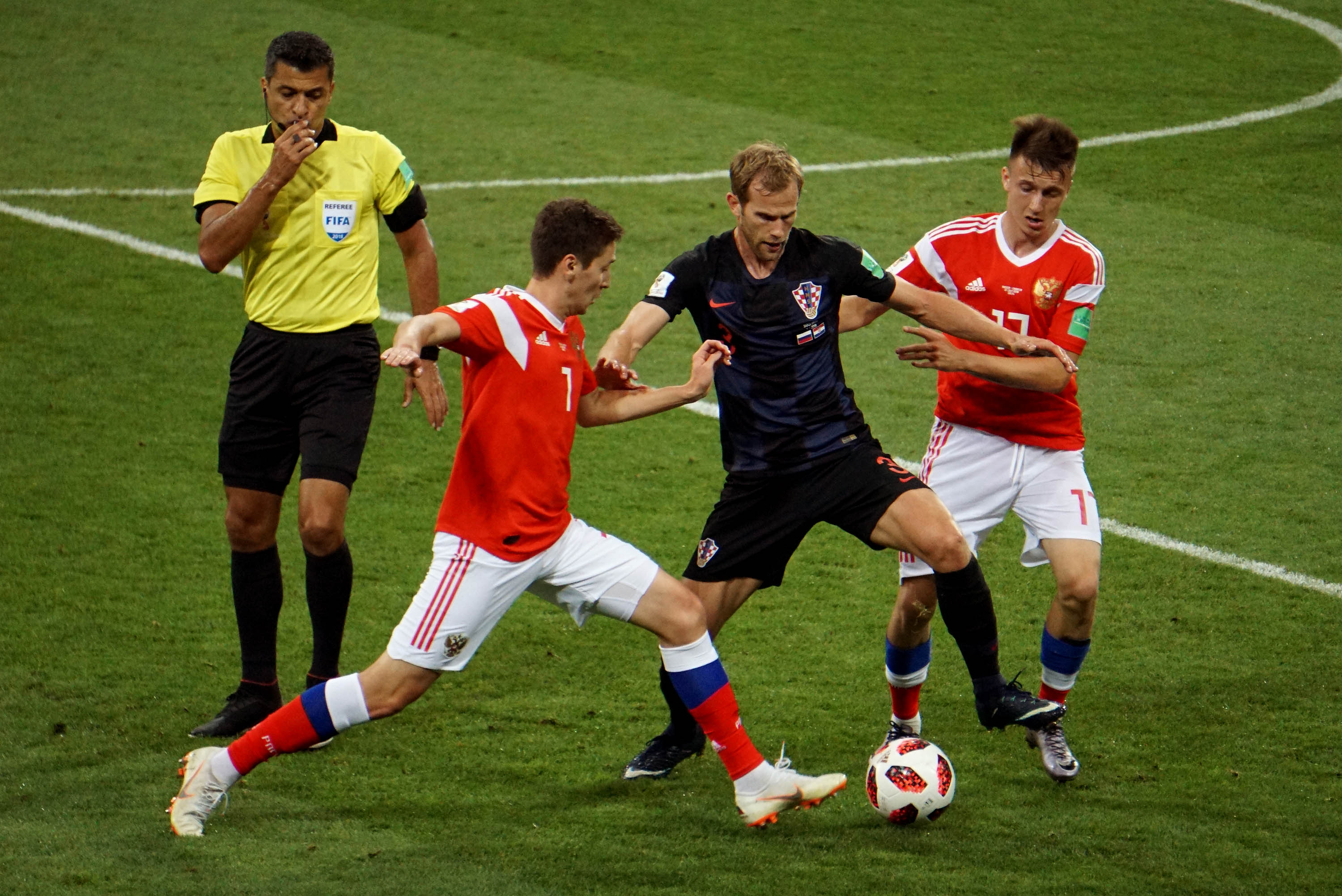
Sandro Ricci leitete das Viertelfinalspiel zwischen Russland und Kroatien bei der WM 2018

Sandro Meira Ricci (* 19. November 1974 in Poços de Caldas) ist ein ehemaliger brasilianischer Fußballschiedsrichter.

## Werdegang
Mit Beginn der Saison 2008/2009 leitet er Spiele in der brasilianischen Série A. Dort wurde er beim Prêmio Craque do Brasileirão im Jahr 2010 zum besten Schiedsrichter des Landes gewählt. Er ist seit 2011 FIFA-Schiedsrichter. Bei der U20-Weltmeisterschaft 2013 leitete er vier Spiele, darunter ein Viertelfinale und das Spiel um Platz 3.  Am 21. Dezember 2013 leitete er das Finale der FIFA-Klub-Weltmeisterschaft zwischen dem FC Bayern München und Raja Casablanca. Er wurde zusammen mit seinem Team  für die Fußball-Weltmeisterschaft 2014 in Brasilien, das olympische Fußballturnier 2016 und die Fußball-Weltmeisterschaft 2018 in Russland ausgewählt. Er war der 500. Schiedsrichter, der ein Spiel der deutschen Mannschaft leitete.
Sandro Ricci war der erste Schiedsrichter, der mit Hilfe der für die WM 2014 neu eingeführten Torlinientechnik ein Tor anerkannte.

## Privates
Seit 2018 ist Sandro Meira Ricci mit der brasilianischen Fußball-Schiedsrichterin Fernanda Colombo Uliana verheiratet.

## Einsätze bei internationalen Turnieren

### Weltmeisterschaft 2014
| Phase        | Datum         | Spielort     | Heimmannschaft | Gastmannschaft | Ergebnis        |
| ------------ | ------------- | ------------ | -------------- | -------------- | --------------- |
| Gruppenphase | 15. Juni 2014 | Porto Alegre | Frankreich     | Honduras       | 3:0 (1:0)       |
| Gruppenphase | 21. Juni 2014 | Fortaleza    | Deutschland    | Ghana          | 2:2 (0:0)       |
| Achtelfinale | 30. Juni 2014 | Porto Alegre | Deutschland    | Algerien       | 2:1 n. V. (0:0) |

### Olympia 2016
| Phase           | Datum         | Spielort          | Heimmannschaft | Gastmannschaft | Ergebnis  |
| --------------- | ------------- | ----------------- | -------------- | -------------- | --------- |
| Gruppenphase    | 4. Aug. 2016  | Rio de Janeiro    | Honduras       | Algerien       | 3:2 (2:0) |
| Viertelfinale   | 13. Aug. 2016 | Salvador da Bahia | Nigeria        | Dänemark       | 2:0 (1:0) |
| Spiel um Bronze | 20. Aug. 2016 | Belo Horizonte    | Honduras       | Nigeria        | 2:3 (0:1) |

### Weltmeisterschaft 2018
| Phase         | Datum         | Spielort    | Heimmannschaft | Gastmannschaft | Ergebnis                        |
| ------------- | ------------- | ----------- | -------------- | -------------- | ------------------------------- |
| Gruppenphase  | 16. Juni 2018 | Kaliningrad | Kroatien       | Nigeria        | 2:0 (1:0)                       |
| Gruppenphase  | 26. Juni 2018 | Moskau      | Dänemark       | Frankreich     | 0:0                             |
| Viertelfinale | 7. Juli 2018  | Sotschi     | Russland       | Kroatien       | 2:2 n. V. (1:1, 1:1), 3:4 i. E. |